# Karolina Klecha-Tylec
Karolina Agnieszka Klecha-Tylec (ur. 21 stycznia 1977) – polska ekonomistka, prorektorka Uniwersytet Ekonomiczny w Krakowie.

## Życiorys
Karolina Klecha-Tylec w 2005 otrzymała na Uniwersytecie Gdańskim stopień doktor nauk ekonomicznych na podstawie napisanej pod kierunkiem Ewy Oziewicz dysertacji Analiza japońskiego kryzysu gospodarczego i drogi jego przezwyciężenia. Za rozprawę została w 2006 wyróżniona Nagrodą im. prof. Kameckiego. W 2015 na Uniwersytecie Ekonomicznym w Krakowie (UEK) uzyskała habilitację w dziedzinie nauk ekonomicznych, dyscyplina ekonomia, specjalność międzynarodowe stosunki gospodarcze, przedstawiwszy dzieło Regionalizm w teorii i praktyce państw Azji Wschodniej.
Wykładała na Uniwersytecie Gdańskim oraz w Sopockiej Akademii Nauk Stosowanych. Od 2006 związana zawodowo z UEK. Prorektorka do spraw kształcenia i studentów UEK w kadencji 2020–2024. Wcześniej m.in. prodziekanka Wydziału Ekonomii i Stosunków Międzynarodowych UEK i kierowniczka Katedry Międzynarodowych Stosunków Gospodarczych.